# 焦山寺石窟
焦山寺石窟，山西省文物保护单位，位于山西省大同市云冈区高山镇高山村北约1000米，始建于北魏道武帝年间，由道武帝令高僧法果主持兴建，现存石窟为北魏时期，共有大像窟、僧房窟、禅窟等11个洞窟。寺内主体建筑则为明世宗嘉靖时期，寺内有建筑66处，佛教塑像72尊，壁画彩绘面积约600平方米。